# František Bauer-Martinkovský

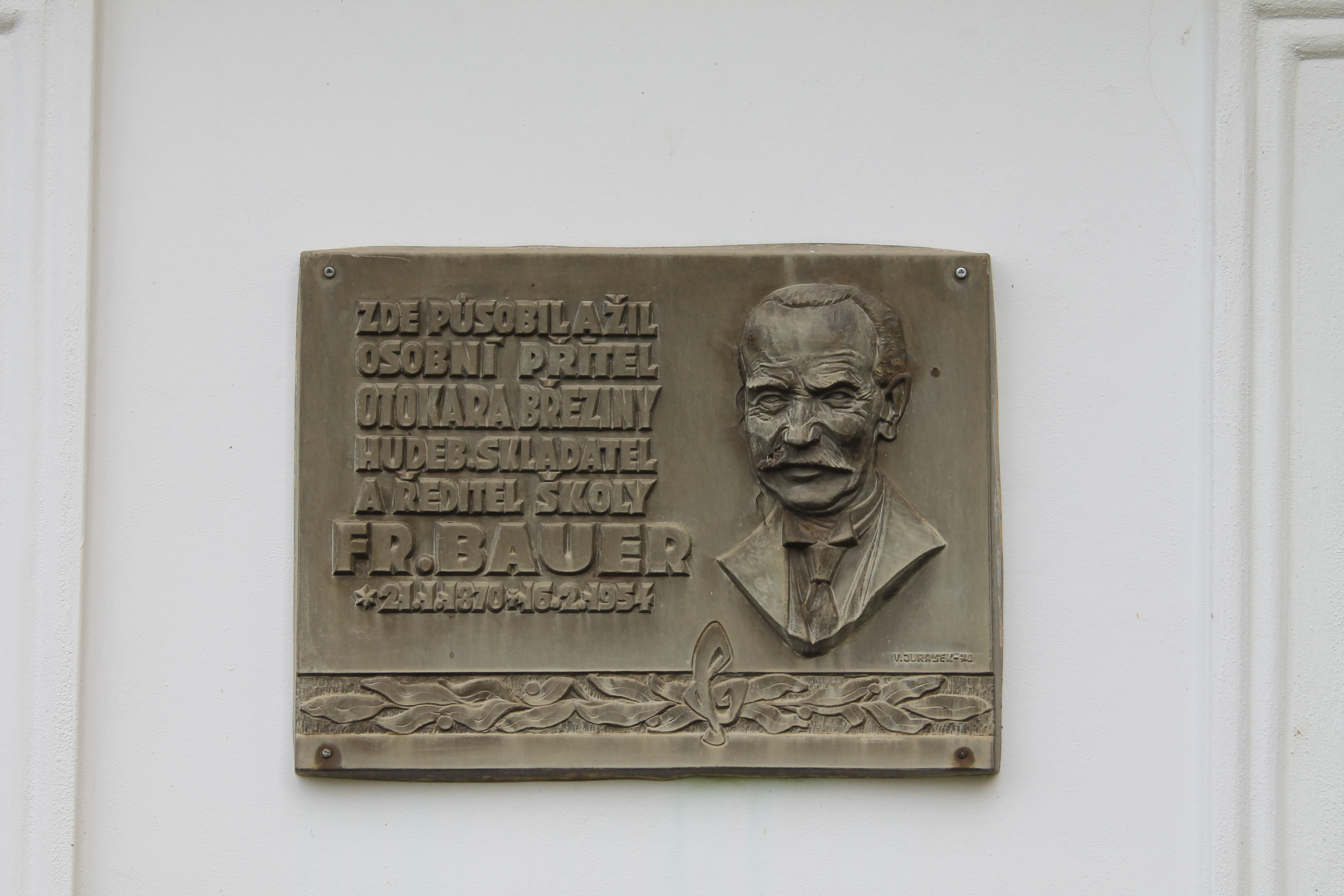
Pamětní deska Františka Bauera na bývalé základní škole, Hluboké Mašůvky, okres Znojmo

František Bauer-Martinkovský (21. ledna 1870 Martínkov – 16. února 1954 Hluboké Mašůvky) byl český hudební skladatel a pedagog.

## Biografie
František Bauer se narodil v roce 1870 v Martínkově, jeho otcem byl sítař a písmák Karel Bauer (ten byl bratrancem Václava Kosmáka), ale ten záhy po narození syna zemřel a tak ho vychovával jeho dědeček a martínkovský učitel František Řeřucha. Ten ho vyučoval hře na flétnu, housle, klavír a varhany. V roce 1880 odešel na reálku do Telče, kde se seznámil s Václavem Jebavým, s tím také 4 roky bydlel a později spolupracoval. V roce 1887 odmaturoval a odešel do Brna, kde nastoupil na učitelský ústav a stal se členem sboru filharmonie pod Besedou brněnskou. Po ukončení studií na učitelském ústavu odešel do Domamil, kde jako učitel působil mezi lety 1888 a 1890, posléze mezi lety 1890 a 1894 učil také v Moravských Budějovicích, tam se kromě učení věnoval také hře na violu ve smyčcovém kvartetu pod vedením Eduarda Špatinky a také působil jako sbormistr ženského pěveckého spolku Eliška Krásnohorská.
V roce 1895 působil ve škole v Boskovštejně a téhož roku odešel do Hlubokých Mašůvek, kde působil mezi lety 1895 a 1925 jako učitel. Do důchodu odešel v roce 1927 a téhož roku byl jmenován čestným občanem Hlubokých Mašůvek. I tam se věnoval hudební činnosti, kdy například doprovázel hudebníky ve znojemské Besedě či se prakticky po celý život věnoval hře na varhany v kostele Navštívení Panny Marie, působil také jako dirigent v místním ochotnickém divadle. V té době se také věnoval skladatelské činnosti, upravil např. některá díla Bedřicha Smetany pro tři ženské hlasy.
Dne 29. března 1970 mu byla odhalena pamětní deska na budově školy ve Hlubokých Mašůvkách. V roce 1927 mu bylo uděleno čestné občanství Hlubokých Mašůvek. V roce 1929 byla Akademií věd vydána sbírka korespondence mezi Františkem Bauerem a Otokarem Březinou.